# 비상 (2006년 영화)
비상은 K-리그 축구 팀 인천 유나이티드를 소재로 한 다큐멘터리 영화이다.

## 출연진
- 오만석 - 나레이션 목소리 역
- 장외룡 - 장외룡 역
- 임중용 - 임중용 역
- 김학철 (1972년) - 김학철 역
- 제난 라돈치치 - 제난 라돈치치 역

## 줄거리
K-리그 2005의 인천 유나이티드의 활약상을 다루고 있다.
인천팀이 창단되고 수석코치로 합류한 장외룡. 그는 하루 3시간만 자며 꼼꼼히 상대팀을 분석, 매 시합마다 자신만의 비디오 분석화면을 만들어낸다. 한 단계, 한 단계 그가 제시한 목표가 성과를 이루기 시작하면서 선수들은 감독과 절대적인 신뢰를 쌓아간다. 그리고 인천을 최하위로 분류했던 언론들은 돌풍, 짠물축구, ‘공포의 외룡구단’이라는 수식어로 그들을 조명하기 시작한다.
그러나 선수들의 환경은 여전히 열악하기만 했다. 재정적으로 넉넉하지 못한 시민구단은 전용구장이 없어 1시간 30분의 연습을 위해 3시간을 이동해야만 했다. 충분한 휴식 없이 이어지는 경기로 선수들의 부상과 건강은 악화돼 간다. 그리고 며칠 사이 퉁퉁 부어오른 눈으로 연습에 임했던 임중용 주장이 급기야 병원으로 실려 가는 사태가 발생한다.
강한 조직력의 팀으로 급부상하게 된 인천 유나이티드는 마침내 플레이오프에 진출하며 한국축구계를 깜짝 놀라게 한다. 그리고 결국 모두의 예상을 깨고 결승전까지 올라간 선수들은 타오르는 투지와 자신감에 그 어느 경기보다 뛰고 싶은 마음이 굴뚝같지만, 경기가 계속될수록 부상자가 속출하며 몸의 한계가 찾아오게 된다.

## 같이 보기
- 서울 유나이티드, 이제 시작이다 : K3리그 축구단 서울 유나이티드를 소재로 제작한 영화.
- 나는 갈매기 : 프로 야구단 롯데 자이언츠를 소재로 제작한 영화.